# Dipartimento di Iriondo
Iriondo è un dipartimento argentino, situato nella parte centro-meridionale della provincia di Santa Fe, con capoluogo Cañada de Gómez.
Il dipartimento fu istituito con legge provinciale del 26 ottobre 1883, separandolo dal dipartimento di San Jerónimo. Nel 1890 una parte del dipartimento fu separata per istituire quello di Belgrano.
Esso confina a nord con il dipartimento di San Jerónimo, a est e a sud con il dipartimento di San Lorenzo, a sud con quello di Caseros e a ovest con quello di Belgrano.
Secondo il censimento del 2001, su un territorio di 3.184 km², la popolazione ammontava a 65.486 abitanti, con un aumento demografico del 4,21% rispetto al censimento del 1991.
Il dipartimento è suddiviso in 12 distretti (distritos), con questi municipi (municipios) o comuni (comunas):
- Bustinza
- Cañada de Gómez
- Carrizales
- Clason
- Correa
- Lucio V. López
- Oliveros
- Pueblo Andino
- Salto Grande
- Serodino
- Totoras
- Villa Eloísa